# Sandoná
Sandoná là một khu tự quản thuộc tỉnh Nariño, Colombia. Thủ phủ của khu tự quản Sandoná đóng tại Sandoná Khu tự quản Sandoná có diện tích 48 ki lô mét vuông. Đến thời điểm ngày 28 tháng 5 năm 2005, khu tự quản Sandoná có dân số 22665 người.